# SpaceX Crew-4
SpaceX Crew-4 — четвертий робочий пілотований політ космічного корабля Dragon 2 до МКС. Запуск здійснено 27 квітня 2022 року. До МКС доставлено чотирьох членів екіпаж, учасників МКС-67—МКС-68.

## Екіпаж
12 лютого 2021 року до складу екіпажу були включені астронавти НАСА Челл Ліндгрен і Роберт Гайнс.
Серед інших кандидатів називали астронавтку ЄКА Саманту Крістофоретті, яка проходить підготовку у складі експедиції МКС-66.

### Склад екіпажу
Екіпаж старту:
| Астронавт             | Посада           | № польоту | Агентство |
| Челл Ліндгрен         | Командир корабля | 2         | НАСА      |
| Роберт Гайнс          | Пілот            | 1         | НАСА      |
| Саманта Крістофоретті | Спеціаліст 1     | 2         | ЄКА       |
| Джесіка Воткінс       | Спеціаліст 2     | 1         | НАСА      |

До резервного складу включено Стівена Джерарда Боуена як командира корабля.
Екіпаж повернення:
| Астронавт    | Посада           | № польоту | Агентство    |
| Стівен Боуен | Командир корабля | 2         | НАСА         |
| не визначено | Пілот            |           | НАСА         |
| не визначено | Спеціаліст 1     |           | не визначено |
| не визначено | Спеціаліст 1     |           | не визначено |

## Запуск та політ
Запуск здійснено 27 квітня 2022 року о 07:52 (UTC).
Стикування з МКС відбулось 27 квітня о 23:37 (UTC).
Від'єднання корабля від станції відбулось 14 жовтня 2022 року о 16:05 (UTC) та за декілька годин, о 20:55 (UTC), корабель успішно приводнився в Атлантичному океані.